# Simulium smarti
Simulium smarti es una especie de insecto del género Simulium, familia Simuliidae, orden Diptera.
Fue descrita científicamente por Vargas, 1946.